# Tessa Thompson
Tessa Lynne Thompson (Los Angeles, 3 d'octubre de 1983) és una actriu estatunidenca. Va començar la seva carrera d'actriu professional amb la Los Angeles Women's Shakespeare Company mentre estudiava al Santa Monica College, i va aparèixer en produccions de La tempesta i Romeo i Julieta . Després del seu paper a Veronica Mars (2005-2006), va començar a destacar amb papers protagonistes a la pel·lícula dramàtica independent Mississippi Damned (2009) de Tina Mabry i For Colored Girls (2010) de Tyler Perry.
Thompson va obtenir ressenyes favorables per papers a la comèdia dramàtica Dear White People (2014) i com a l'activista dels drets civils Diane Nash al drama històric d'Ava DuVernay Selma (2014). Va guanyar reconeixement pel seu paper de Bianca Taylor en les pel·lícules Creed (2015), Creed II (2018) i Creed III (2023) i com a Valkíria a diverses pel·lícules de superherois del Marvel Cinematic Universe, com Thor: Ragnarok. (2017) i Thor: Love and Thunder (2022), així com pel paper protagonista a Men in Black: International (2019). Va protagonitzar les pel·lícules independents Sorry to Bother You (2018) i Annihilation (2018), i va rebre nominacions als Emmy i BAFTA per Sylvie's Love (2020) i Passing (2021), respectivament. Altres papers televisius són la sèrie dramàtica Copper (2012-2013) i la sèrie de ciència-ficció Westworld (2016-2022).

## Primera anys i educació
Thompson va néixer el 3 d'octubre de 1983 a Los Angeles, Califòrnia, i es va criar entre Los Angeles i Brooklyn, Nova York. El seu pare, el cantautor Marc Anthony Thompson, és afropanameny i el fundador del col·lectiu musical Chocolate Genius, Inc. La seva mare és meitat mexicana i meitat caucàsica. La seva germanastra paterna menor, Zsela, és cantant i compositora.
Thompson va assistir a l'escola secundària de Santa Monica on va interpretar a Hermia en una producció estudiantil d'El somni d'una nit d'estiu, i va assistir al Santa Monica College (SMC) on va estudiar antropologia cultural. Mentre era al SMC, va assistir a conferències de Lisa Wolpe de la Los Angeles Women's Shakespeare Company (LAWSC).

## Carrera
El 2002, Thompson va fer el seu debut professional a l'escenari com un dels tres actors que van interpretar el paper d'Ariel a la producció de la LAWSC de La tempesta. El 2003, va aparèixer com Julieta a Romeo i Julieta: Antebellum New Orleans, 1836 amb The Theatre @ Boston Court a Pasadena, Califòrnia, que li va valer una nominació al NAACP Theatre Award.
Thompson va fer la seva primera aparició a la televisió el 2005 en un episodi de la sèrie de drama criminal de la CBS Cold Case en el paper d'una contrabandista lesbiana de la dècada de 1930. El mateix any, va arribar a la fama quan va aconseguir el paper de Jackie Cook a la sèrie dramàtica neo-noir d'UPN/CW Veronica Mars. El 2006, va aparèixer a la sèrie mèdica de l'ABC Grey's Anatomy.
La primera aparició de Thompson en un llargmetratge va ser al remake de 2006 de la pel·lícula de terror When a Stranger Calls interpretant el paper d'Scarlett. El 2007, va formar part del repartiment del drama curt Hidden Palms de la CW, on interpretaba Nikki Barnes. A continuació, va treballar amb Mary Elizabeth Winstead a la pel·lícula de dansa Make it Happen, el 2008. Va treballar en papers d'estrella convidada a la sèrie de televisió Life i Private Practice.

El 2010, Thompson va aparèixer a l'adaptació teatral de Tyler Perry For Colored Girls. També el 2010, va tenir un paper de convidada com a dona d'un detectiu a la sèrie dramàtica Detroit 187. El 2013, va protagonitzar la primera sèrie original de BBC America Copper.

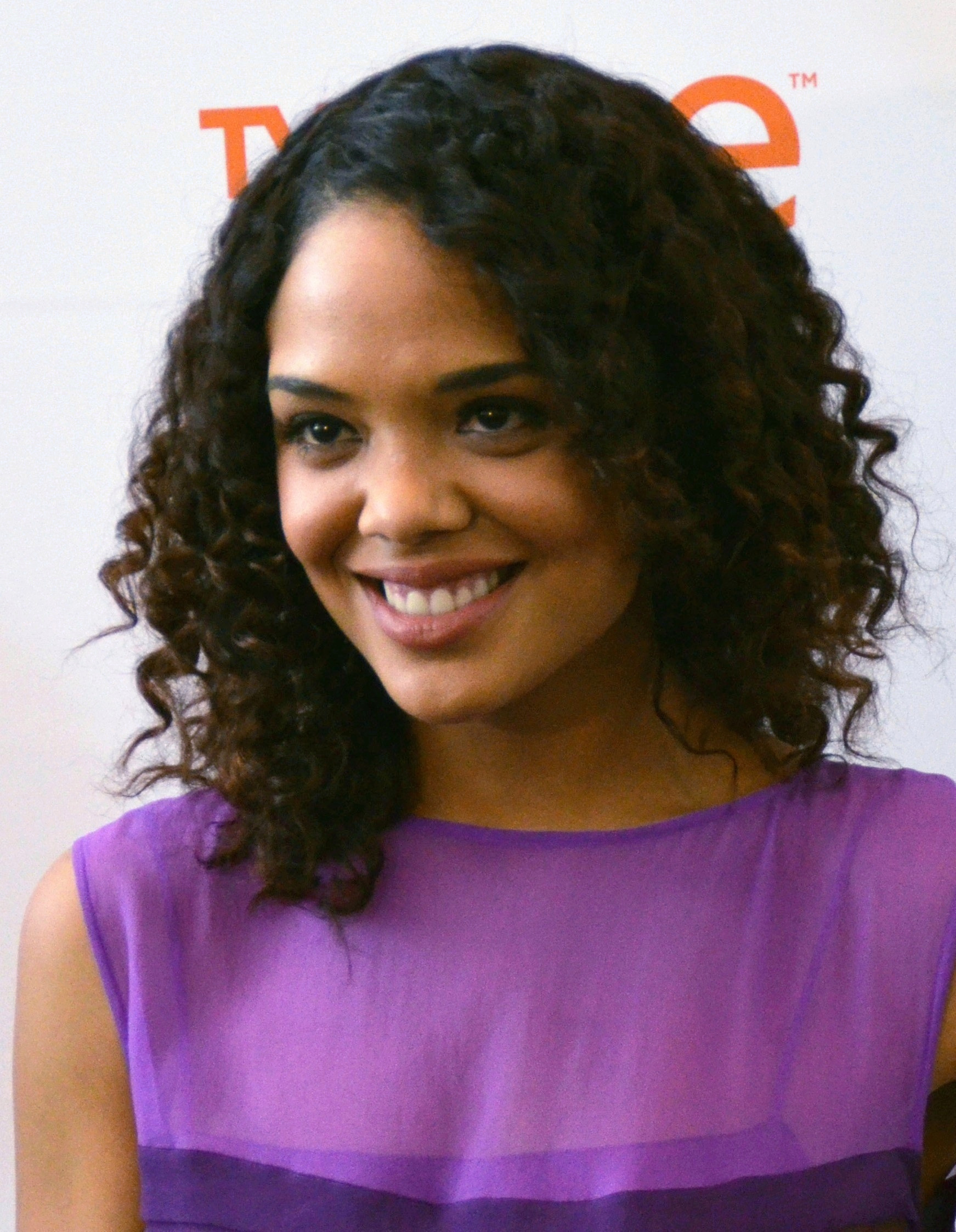
Thompson a la 46a edició dels NAACP Image Awards el 2014

El 2014, va protagonitzar Samantha White a la comèdia Dear White People de Justin Simien, guanyadora al festival de Sundance. Aquell mateix any, Thompson va interpretar l'activista dels drets civils Diane Nash a la pel·lícula Selma, biopic de Martin Luther King Jr., dirigida per Ava DuVernay. El 2015, va aparèixer a la seqüela de Rocky de Ryan Coogler, Creed, i al curtmetratge de Nate Ruess, The Grand Romantic.
El 2016, va iniciar un paper protagonista a la sèrie dramàtica de ciència-ficció d'HBO Westworld com a Charlotte Hale.
L'abril de 2016, Thompson va ser elegida com a Valkíria a la pel·lícula de superherois del Marvel Cinematic Universe Thor: Ragnarok, que es va estrenar el 3 de novembre de 2017. Després va actuar a la pel·lícula de terror de ciència-ficció Annihilation, que es va estrenar el 23 de febrer de 2018. El juny de 2017, Thompson va participar en la comèdia de ciència-ficció Sorry to Bother You, que es va estrenar el 6 de juliol de 2018. Va repetir el seu paper de Bianca Taylor a la seqüela del drama esportiu Creed II, que es va estrenar el 21 de novembre de 2018, amb crítiques positives i forts retorns de taquilla.
Thompson va repetir el seu paper de Valkíria a la pel·lícula de superherois Avengers: Endgame, que es va estrenar el 26 d'abril de 2019. Va interpretar l'agent M a la seqüela de Men in Black, Men in Black: International, al costat de Chris Hemsworth, el seu coprotagonista també a Thor: Ragnarok i Avengers: Endgame. La pel·lícula es va estrenar el 14 de juny de 2019.

## Filmografia

### Pel·lícules
| Anys | Títol                        | Paper                   | Notes        | Ref.   |
| ---- | ---------------------------- | ----------------------- | ------------ | ------ |
| 2006 | When a Stranger Calls        | Scarlet                 |              | [ 18 ] |
| 2008 | Make It Happen               | Dana                    |              | [ 19 ] |
| 2008 | The Human Contract           | Waitress                |              | [ 20 ] |
| 2009 | Mississippi Damned           | Kari Peterson           |              | [ 21 ] |
| 2010 | Everyday Black Man           | Claire                  |              | [ 22 ] |
| 2010 | Exquisite Corpse             | Liz                     |              | [ 23 ] |
| 2010 | For Colored Girls            | Nyla Adrose             |              | [ 24 ] |
| 2011 | Periphery                    | Caitlin                 |              | [ 25 ] |
| 2011 | Red & Blue Marbles           | Becca                   |              | [ 25 ] |
| 2012 | Murder on the 13th Floor     | Nia Palmer              |              | [ 26 ] |
| 2013 | Automotive                   | Maggie                  |              | [ 27 ] |
| 2014 | Dear White People            | Samantha "Sam" White    |              | [ 28 ] |
| 2014 | Grantham &amp; Rose          | Wallis                  |              |        |
| 2014 | Points of Origin             | Rosemary                | Curtmetratge | [ 29 ] |
| 2014 | Selma                        | Diane Nash              |              | [ 30 ] |
| 2015 | The Grand Romantic           | Cindy                   | Curtmetratge | [ 10 ] |
| 2015 | Creed                        | Bianca Taylor           |              | [ 31 ] |
| 2016 | War on Everyone              | Jackie Hollis           |              | [ 32 ] |
| 2016 | Salt Water                   | Brit                    |              |        |
| 2017 | South Dakota                 | Chris                   |              | [ 33 ] |
| 2017 | Thor: Ragnarok               | Valkyrie / Scrapper 142 |              | [ 34 ] |
| 2018 | Sorry to Bother You          | Detroit                 |              | [ 35 ] |
| 2018 | Annihilation                 | Josie Radek             |              | [ 36 ] |
| 2018 | Furlough                     | Nicole Stevens          |              | [ 37 ] |
| 2018 | Little Woods                 | Oleander "Ollie" Hale   |              | [ 38 ] |
| 2018 | Dirty Computer               | Zen / Mary Apple 53     | Curtmetratge |        |
| 2018 | Creed II                     | Bianca Taylor           |              | [ 39 ] |
| 2019 | Brave Girl Rising            | Nasro                   |              | [ 40 ] |
| 2019 | Avengers: Endgame            | Valkyrie                |              | [ 41 ] |
| 2019 | Men in Black: International  | Molly Wright / Agent M  |              | [ 42 ] |
| 2019 | Between Two Ferns: The Movie | Herself                 |              | [ 43 ] |
| 2019 | Lady and the Tramp           | Lady (voice)            |              | [ 44 ] |
| 2020 | Sylvie's Love                | Sylvie Parker           |              |        |
| 2021 | Passing                      | Irene Redfield          |              | [ 45 ] |
| 2022 | Thor: Love and Thunder       | King Valkyrie "Val"     |              | [ 46 ] |
| 2022 | The Listener                 | Beth                    |              | [ 47 ] |
| 2023 | Creed III                    | Bianca Taylor           |              | [ 48 ] |
| 2023 | The Marvels                  | King Valkyrie "Val"     |              | [ 49 ] |
| TBA  | Hedda                        | Hedda Gabbler           |              | [ 50 ] |

### Televisió
| Any       | Títol                        | Paper                              | Notes                                      | Ref.   |
| --------- | ---------------------------- | ---------------------------------- | ------------------------------------------ | ------ |
| 2005      | Cold Case                    | Wilhelmina "Billie" Doucette       | Episodi: "Best Friends"                    | [ 51 ] |
| 2005–2006 | Veronica Mars                | Jackie Cook                        | Protagonista                               | [ 52 ] |
| 2006      | Grey's Anatomy               | Camille Travis                     | 2 episodis                                 | [ 53 ] |
| 2006      | The Initiation of Sarah      | Esme                               | Telefilm                                   | [ 54 ] |
| 2007      | Hidden Palms                 | Nikki Barnes                       | Protagonista                               | [ 55 ] |
| 2008      | Life                         | Liza                               | Episodi: "Trapdoor"                        | [ 56 ] |
| 2009      | Mental                       | Lainey Jefferson                   | Episodi: "Lines in the Sand"               | [ 57 ] |
| 2009      | Private Practice             | Zoe                                | 2 episodis                                 | [ 57 ] |
| 2009      | Heroes                       | Rebecca Taylor                     | 3 episodis                                 | [ 54 ] |
| 2009      | Three Rivers                 | Penelope Kirkell                   | Episodi: "A Roll of the Dice"              | [ 57 ] |
| 2010      | Betwixt                      | Jenny                              |                                            | [ 58 ] |
| 2010      | Blue Belle                   | Blue                               | Protagonista                               | [ 59 ] |
| 2010–2011 | Detroit 1-8-7                | Lauren Washington                  | 3 episodis                                 | [ 60 ] |
| 2011      | Off the Map                  | Sydney                             | Episodi: "A Doctor Time Out"               | [ 57 ] |
| 2011      | Rizzoli & Isles              | FBI Agent Anna Farrell             | Episodi: "He Ain't Heavy, He's My Brother" | [ 57 ] |
| 2012–2013 | 666 Park Avenue              | Laurel Harris / Sasha Doran        | 5 episodis                                 | [ 54 ] |
| 2012–2013 | Copper                       | Sara Freeman                       | Protagonista                               | [ 8 ]  |
| 2016      | BoJack Horseman              | Tanisha                            |                                            | [ 61 ] |
| 2016–2022 | Westworld                    | Charlotte Hale / Dolores Abernathy | Protagonista                               | [ 52 ] |
| 2018      | Portlandia                   | Bailey                             | Episodi: "Rose Route"                      | [ 62 ] |
| 2018      | Dear White People            | Rikki Carter                       | 2 episodis                                 | [ 63 ] |
| 2019      | Tuca &amp; Bertie            | Sophie Black                       |                                            | [ 64 ] |
| 2019      | Drunk History                | Eartha Kitt                        | Episodi: "Fame"                            | [ 65 ] |
| 2020      | RuPaul's Drag Race All Stars | Herself                            | Episodi: "I'm In Love!"                    | [ 66 ] |
| 2023      | What If...?                  | Valkyrie                           |                                            | [ 67 ] |